# Sundadanio
Sundadanio es un género de peces de la familia Cyprinidae en el orden de los Cypriniformes.

## Especies
Las especies de este género son:
- Sundadanio atomus Conway, Kottelat & Tan, 2011
- Sundadanio axelrodi (Brittan, 1976)
- Sundadanio echinus Conway, Kottelat & Tan, 2011
- Sundadanio gargula Conway, Kottelat & Tan, 2011
- Sundadanio goblinus Conway, Kottelat & Tan, 2011
- Sundadanio margarition Conway, Kottelat & Tan, 2011
- Sundadanio retiarius Conway, Kottelat & Tan, 2011
- Sundadanio rubellus Conway, Kottelat & Tan, 2011